# 安食南
安食南（あんじきみなみ）は、滋賀県犬上郡豊郷町の大字。

## 地理
北は安食西、東は四十九院、南東は石畑、南は八目、高野瀬、南西は大町、三ツ池、西は彦根市安食中町に隣接している。

## 小字
小字は以下の通り。
- 開キ（開キ、北畑ヶ、ハカノ町、西ノ宮、奥ノ屋、五領）
- 堤（つつみ）（堤、ハカノ町、四本木）
- 横地（よこち）（横地、ハカノ町、四本木）
- 中野（なかの）（中野、中し堂、高塚、大池）
- 瓜生津（つりうづ）（瓜生津、湯川）
- 高塚（たかつか）（観音堂、向池、高塚）
- 出町（でまち）（出町、瓜生津、湯川）
- 長池（なかいけ）（大溝、長池）
- 門田（かどた（門田、ヘラタ）
- 大力（たいりき）（大力、野神）
- 道ノ下（みちのしも）（道ノ下、山力）
- 横大力（よこたいりき）（横大力、坪ノ内）
- 三反田（さんたんた）（三反田、フケ）
- 南出（みなみで）（南出屋敷、南出）
- 北出（きたで）（北出、大川藪）
- 上ノ沢（うへのさわ）
- 西ノ宮（にしのみや）
- 御池（をいけ）
- 一里山（いちりさん）
- 地蔵前（ちさうまへ）
- 山道（やまみち）
- 三町畔（さんちよあせ）
- 柳尻（やなぎしり）
- 矢り木（やりき）
- 東浦（ひかしうら）

## 歴史
江戸期は安食南村であり、犬上郡のうち。彦根藩領。検地は慶長7年。村高959石余（寛永高帳・元禄郷帳・天保郷帳・旧高旧領）で、幕末まで変わらず。中山道が村の東南を貫通し、運輸には便利だった。寺院に臨済宗普門寺、真宗本願寺派法城寺がある。普門寺は天正年間兵火によって焼失、慶長年間水中から朽木観音菩薩を奉持し堂を建立、法城寺は元弘年間に愚咄が開基、江戸期に現地に移した。明治元年村の一部を四十九院村に分離。
同5年滋賀県に所属。同7年三ッ池村を分離。同13年頃の戸数49・人口216、田40町5反・畑5町7反、米産879石、全戸数中半数の24軒が麻布・蚊帳などの輸送販売、横浜港での唐物商、村内で呉服・太物などの小売を営んだ（物産誌）。同22年犬上郡豊郷村の大字となる。

### 年表
- 1868年（明治元年） - 安食南村の一部を分離し、四十九院村に編入[7][8]。
- 1872年（明治5年） - 滋賀県に所属。
- 1874年（明治7年） - 安食南村から分かれて三ツ池村成立[7][9]。
- 1889年（明治22年）4月1日 - 町村制施行し、安食西村、安食南村、三ツ池村、四十九院村、石畑村、八目村、雨降野村、八町村が合併し犬上郡豊郷村が発足。豊郷村大字安食南となる。
- 1971年（昭和46年）2月11日 - 豊郷村が町制施行して豊郷町となる。豊郷町安食南となる。

## 世帯数と人口
2015年（平成27年）10月1日現在の世帯数と人口（国勢調査調べ）は以下の通りである。
| 大字   | 世帯数  | 人口    |
| ------ | ------- | ------- |
| 安食南 | 439世帯 | 1,265人 |

### 人口の変遷
国勢調査による人口の推移。
| 1995年（平成7年）  | 898人   | [ 10 ] |  |
| 2000年（平成12年） | 830人   | [ 11 ] |  |
| 2005年（平成17年） | 830人   | [ 12 ] |  |
| 2010年（平成22年） | 1,238人 | [ 13 ] |  |
| 2015年（平成27年） | 1,265人 | [ 2 ]  |  |

### 世帯数の変遷
国勢調査による世帯数の推移。
| 1995年（平成7年）  | 259世帯 | [ 10 ] |  |
| 2000年（平成12年） | 258世帯 | [ 11 ] |  |
| 2005年（平成17年） | 258世帯 | [ 12 ] |  |
| 2010年（平成22年） | 434世帯 | [ 13 ] |  |
| 2015年（平成27年） | 439世帯 | [ 2 ]  |  |

## 小・中学校の学区
市立小・中学校に通う場合、学区は以下の通りとなる。
| 地域 | 小学校     | 中学校     |
| ---- | ---------- | ---------- |
| 全域 | 豊郷小学校 | 豊日中学校 |

## 施設
- 長池団地集会所
- 豊郷町隣保館
- 普門寺
- 法城寺

## 交通

### 道路
- 国道
  - 国道8号
- 都道府県道
  - 滋賀県道542号安食西八目線

## その他

### 日本郵便
- 郵便番号 : 529-1172[3]（集配局：豊郷郵便局[14]）。